# Cryptische bekarde
De cryptische bekarde (Pachyramphus salvini) is een zangvogel uit de familie Tityridae. Aan de vogel werd in 1899 een geldige naam toegekend door de Amerikaanse vogelkundige  Charles Wallace Richmond.

## Bijzonderheden
Deze soort is een afsplitsing van de eksterbekarde (P. albogriseus). Op grond van onderzoek dat in 2023 is gepubliceerd verschillen de ondersoorten in de laaglanden van westelijk Colombia en Ecuador en het noordwesten van Peru en het stroomgebied van de  rivier de Marañón van P. albogriseus. Hiervoor is zowel fylogenetisch en biometrisch onderzoek gedaan als wel vergelijkend onderzoek aan de geluiden. Daarom is door de South American Classification Committee (SACC) besloten deze ondersoorten te beschouwen als monotypische, aparte soort.